# Plinia muricata
Plinia muricata là một loài thực vật có hoa trong Họ Đào kim nương. Loài này được Sobral miêu tả khoa học đầu tiên năm 1994.